# Manfred Pohlschmidt
Manfred „Manni” Pohlschmidt (ur. 27 sierpnia 1940 w Münster) – niemiecki piłkarz grający na pozycji napastnika, trener.

## Kariera piłkarska

### Preußen Münster
Manfred Polhschmidt karierę piłkarską rozpoczął w juniorach RSV Münster, w którym wkrótce przeszedł do seniorskiej drużyny klubu, w którym grał również jego starszy brat – Bernhard (1935–2017). W klubie grał do 1961 roku, po czym dołączył do swojego brata Bernharda (przeniósł się w 1960 roku) do lokalnego rywala klubu – Preußen Münster, w którym do 1963 roku w Oberlidze zachodniej rozegrał wszystkie 60 meczów, w których zdobył 30 goli.
Po sezonie 1962/1963 Orły przystąpiły do nowo utworzonej Bundesligi, w której z Pohlschmidtem w składzie zadebiutowały 24 sierpnia 1963 roku w zremisowanym 1:1 meczu domowym z Hamburgerem SV, w którym Pohlschmidt asystował przy golu Falka Dörrsa na 1:0. 12 października 1963 roku w przegranym 1:2 meczu z Borussią Dortmund, Pohlschmidt zdobył głową swojego pierwszego gola w Bundeslidze, na 1:0 w tym meczu.
25 kwietnia 1964 roku Orły przegrały 4:2 w meczu wyjazdowym przedostatniej – 29. kolejki sezonu 1963/1964 (Pohlschmidt zdobył gola), co przesądziło o ich spadku z Bundesligi, a 9 maja 1964 roku w meczu ostatniej – 30. kolejki sezonu 1963/1964 (rozegrał w nim 25 meczów, w których zdobył goli) zdobył 2 gole w wygranym 4:2 meczu domowym z Herthą Berlin, jednak Stara Dama miała w tabeli 1 punkt więcej i to ona utrzymała się w Bundeslidze, natomiast Preußen Münster kończąc rozgrywki ligowe na przedostatnim – 15. miejscu, spadło z Bundesligi.

### Hamburger SV
W sezonie 1964/1965, Poldschmidt rozegrał 24 mecze, w których zdobył 15 goli, a Orły zakończyły rozgrywki ligowe na 8. miejscu w Regionallidze zachodniej i nie wróciły do Bundesligi, a Poldschmidt odszedł z klubu i przeszedł do klubu Bundesligi – Hamburgera SV. W sezonie 1965/1966 w 29 meczach zdobył 18 goli, dzięki czemu był najlepszym strzelcem Rothosen. Jednak w sezonie 1966/1967 w 26 meczach zdobył tylko 2 gole. Natomiast w Pucharze Niemiec, w którym również zdobył dwa gole, jego klub wygrał w pierwszej rundzie z Altoną 93 (6:0), w 1/8 finału z FC Köln (0:0 p.d., 2:0), w ćwierćfinale z Kickers Offenbach (0:0 p.d., 2:0), w półfinale z Alemannią Aachen, dzięki czemu awansował do finału, w którym 10 czerwca 1967 roku na Neckarstadion w Stuttgarcie przegrał z Bayernem Monachium 0:4. Jednak w klubie nie czuł się zbyt dobrze, mimo że grał wraz z innymi zawodnikami z Westfalii, byłymi zawodnikami Schalke Gelsenkirchen – Egonem Horstem i Willym Schulzem i po sezonie 1966/1967 odszedł do Schalke Gelsenkirchen.

### Schalke Gelsenkirchen
W sezonie 1967/1968 w Schalke Gelsenkirchen, w którym rozegrał 30 meczów, w których zdobył 11 goli oraz zanotował 3 asysty, wraz z weteranem Horstem Blechingerem i młodym wówczas Hansem-Jürgenem Wittkampem stanowił o sile ataku Królewsko-Niebieskich. W sezonie 1968/1969 Pohlschmidt zdobył 5 goli Królewsko-Niebiescy pod wodzą trenera Rudiego Gutendorfa zakończyli rozgrywki ligowe na 7. miejscu, natomiast w Pucharze Niemiec, w którym Pohlschmidt zdobył 4 gole, Królewsko-Niebiescy dotarli do finału, w którym 14 czerwca 1969 roku na Waldstadion we Frankfurcie przegrali 2:1 z Bayernem Monachium, Pohlschmidt w 20. minucie zdobył gola na 1:1. W sezonie 1969/1970 z 9 golami był najlepszym strzelcem Królewsko-Niebieskich, natomiast w Pucharze Zdobywców Pucharów, w którym Pohlschmidt rozegrał 7 meczów nie zdobywając gola, dotarli do półfinału, w którym rywalizowali z późniejszym triumfatorem rozgrywek – angielskim Manchesterem City. 1 kwietnia 1970 roku wygrali u siebie 1:0, jednak 15 kwietnia 1970 roku w meczu rewanżowym przegrali aż 5:1 i tym samym odpadli z rozgrywek, a Manchester City w finale 29 kwietnia 1970 roku na Praterstadion w Wiedniu wygrał 2:1 z polskim Górnikiem Zabrze. Po sezonie 1970/1971 w wyniku skandalu musiał odejść z klubu i tym samym przerwać piłkarską karierę. Łącznie w Bundeslidze rozegrał 156 meczów, w których zdobył 53 gole.

### Skandal w Bundeslidze
W 1971 roku wybuchł skandal, gdyż okazało się, że kilku zawodników Schalke Gelsenkirchen zostało przekupionych w sezonie 1970/1971. Jednym z zawodników okazał się Pohlschmidt, który 17 kwietnia miał sprzedać mecz z Arminią Bielefeld (0:1), w związku z czym został skazany przez sąd w Essen na karę grzywny w wysokości 2300 marek niemieckich oraz ukarany dożywotnią dyskwalifikacją, jednak w 1978 roku został ułaskawiony.

## Kariera trenerska
Manfred Pohlschmidt po ułaskawieniu w 1978 roku ponownie grał w piłkę nożną w mniejszych klubach, w których był także trenerem. W sezonie 2007/2008 prowadził kobiecą drużynę Landesligi – Saxonii Münster, z którą uzyskał awans do Verbandsligi, po czym odszedł z klubu.

## Sukcesy

### Zawodnicze
Hamburger SV
- Finał Pucharu Niemiec: 1967

Schalke Gelsenkirchen
- Finał Pucharu Niemiec: 1969

### Trenerskie
Saxonia Münster kobiet
- Awans do Verbandsligi: 2008

## Pozostała działalność
Manfred Polhschmidt po zawieszeniu kariery piłkarskiej w 1971 roku wrócił do Münster, gdzie do 2006 roku prowadził działalność w zakładach lotto.